# 井上昌己 (歌手)
井上 昌己（いのうえ しょうこ、1969年7月21日 - ）は、日本の女性歌手、シンガーソングライター、ラジオパーソナリティー。本名同じ。愛媛県八幡浜市出身。愛媛県立八幡浜高等学校、日本大学文理学部卒業。1989年5月24日にシングル「メリー・ローランの島」、アルバム『彼女の島』でデビューした。代表曲に「恋が素敵な理由」「恋はLiberty」「純心」「YELL! -16番目の夏-」などがある。身長162cm、血液型B型。

## 概説
中学・高校とソニーやテクニクスといった大手音響メーカーの全国的な作曲コンクールでグランプリに輝き、大学2年生で20歳のときにトーラスレコードよりシングル「メリー・ローランの島」、アルバム『彼女の島』でメジャーデビューを果たす。女子大生シンガーソングライターとして女心の機微を表現し、20代女子の等身大の恋愛模様を綴った歌詞をポップなメロディに乗せ、透き通るような爽やかな歌声で歌った楽曲は同世代ファンの幅広い支持を得て、1990年代初頭の「GiRLPOP」ムーブメントで代表的な存在となる。ライブや学園祭、テレビ、ラジオ、雑誌インタビューなど多方面のメディアに連日出演し、CMや各局テレビ番組のエンディングテーマとして多数のタイアップを獲得すると共に、作曲、レコーディング、ライブなど忙しい音楽活動の合間を縫って他アーティストへの楽曲提供や自身のアルバムのプロデュースも行っている。トーラスレコードからユニバーサルミュージック、彼女の島、アワーソングスクリエイティブなどへの移籍を経て、現在の所属事務所はHIR。公式ファンクラブ名は「Her Island Club」。デビュー以来30年以上に亘り毎年CDをリリースし続けており、発表した楽曲は通算300曲を超える。デビュー当初は楽曲提供を受けることも多かったが、デビュー4年目からはアルバムを全曲作曲しており、2001年の自主レーベル「shokoland」立ち上げ以降は、ほぼすべての楽曲において作曲以外に作詞も行っている。また、近年も全国ツアーを始めとするワンマンライブとアルバム制作が音楽活動の軸となっている。

## 経歴

### 生い立ち～上京
愛媛県八幡浜市出身。小学2年生で作曲を始め、中学3年生の時に応募した旺文社主催・ソニー'84全国中学生テープ大賞で優勝。愛媛県立八幡浜高等学校に進学後、高校2年生で旺文社主催･テクニクス'86全国高校生音楽賞と第14回全国高校生作曲コンクールで奨励賞を受賞。高校3年生では前年に続きテクニクス'87全国高校生音楽賞を受賞するとともに、第15回全国高校生作曲コンクールで悲願の最優秀作品賞グランプリを受賞。1988年にプロ歌手のオーディションを受けるため日本大学文理学部進学とともに上京すると、早くもその年の夏に約4000人の応募者があったトーラスレコード主催・第1回スーパーボーカリスト新人オーディションで優勝し、中学の頃からの夢であるプロ歌手として翌年デビューを飾った。

### トーラスレコード～彼女の島
1989年（平成元年）のメジャーデビュー後は、自ら作曲もこなす実力派大学生シンガーソングライターとして毎年2枚のアルバムを発表し全国ツアーを行うとともに、テレビ・ラジオ出演のほか毎週のようにライブや学園祭出演を続け、1993年にシングル「恋が素敵な理由」がCMとタイアップしてスマッシュヒットすると、『ミュージックステーション』などの音楽番組への出演が急増し「GiRLPOP」を牽引する存在として広く世間に知られるようになる。大学を卒業すると音楽活動に注力しプロデュースにも積極的に参画してアルバムを制作するようになり、短い曲や7分を超える組曲を織り交ぜた意欲作であるアルバム『愛の神様　恋の天使』がオリコン週間アルバムランキング10位、続いてリリースされたコンセプトミニアルバム『ビター』が同9位、『スウィート』が同8位を記録。1999年トーラスレコードがユニバーサルミュージックに吸収合併され、ユニバーサルミュージック・レーベルへ移籍。更に2001年自主レーベル「shokoland」を設立し、2002年以降自主レーベルからアルバムをリリースしていく。この間もポリドールやユニバーサルミュージックといった大手メーカーからは、トーラス時代の楽曲のベスト盤が続々とリリースされている。
トーラスレコード時代の全国ツアー
LIVE GiRLPOP 出演
| No. | ライブ名                  | 出演日         | 会場                   | 備考                     |
| --- | ------------------------- | -------------- | ---------------------- | ------------------------ |
| 01  | LIVE 'GiRLPOP' act 2      | 1993年05月30日 | 日清パワーステーション | 久宝留理子 with 井上昌己 |
| 02  | LIVE 'GiRLPOP' act 3      | 1993年09月23日 | 日清パワーステーション | ソロ出演                 |
| 03  | LIVE 'GiRLPOP' 大阪 act 1 | 1993年11月28日 | MIDシアター            | ソロ出演                 |
| 04  | LIVE 'GiRLPOP' act 5      | 1994年03月05日 | 日清パワーステーション | 井上昌己 with YOU        |
| 04  | LIVE 'GiRLPOP' act 5      | 1994年03月06日 | 日清パワーステーション | Chica Boom with 井上昌己 |
| 05  | LIVE 'GiRLPOP' 大阪 act 2 | 1994年03月30日 | COKE STEP HALL         | ソロ出演                 |
| 06  | LIVE 'GiRLPOP' act 8      | 1994年12月17日 | 日清パワーステーション | 石岡美紀 with 井上昌己   |
| 07  | LIVE 'GiRLPOP' act 12     | 1995年12月17日 | 日清パワーステーション | ソロ出演                 |
| 08  | LIVE 'GiRLPOP' act 18     | 1997年07月06日 | 日清パワーステーション | ソロ出演                 |

### アワーソングスクリエイティブ～デビュー29周年
2008年にはケイダッシュグループの大手芸能事務所アワーソングスクリエイティブに移籍して5年ぶりにオリジナルアルバムをリリース。2009年にはデビュー20周年を迎え、オリジナルアルバムと自身初のカバーアルバムをリリースした。2010年に再度個人事務所に戻り2011年にかけて主要都市を周る全国ツアーを3たび行うとともに、年間80本を超えるライブを開催。すると、井上がまだ歌っていることを知った全国の90年代のファンを中心に徐々に応援の輪が拡がり始め、2012年、自らも震源地に近い盛岡市で被災した東日本大震災にインスパイアされて制作した3部作、「願い・想い・祈り」と題して3枚連続してリリースされたシングルは、いずれもテレビ朝日系列・テレビ東京系列局の番組のタイアップを獲得する。また、2011年のデビュー記念ライブ（渋谷プレジャープレジャー）、2013年のアップテンポ曲だけが演奏されるオールスタンディングライブ（ラゾーナ川崎プラザソル）、2014年の20名ものオーケストラを率いるバースデーコンサート（TOKYO FMホール）といった、いずれも現在では毎年恒例となっている3大ホールライブを続々と立ち上げた。2014年にはデビュー25周年を迎え、90年代から現在に至る3つのレーベル(トーラス、ブランニューミュージック、shokoland)を横断した2枚組み全32曲のコンプリート・ベストアルバムがユニバーサルミュージックからリリースされた。また、デビュー25周年記念で、自由に溢れる詞やメロディーを3枚のミニアルバムに詰め込んだ“MELODIESシリーズ3部作”をリリース。2017年には、デビューからのトーラス時代の全アルバム・シングルを含む計49作品がMEG-CDとして完全復刻。

### デビュー30周年～現在
2019年(令和元年)にはデビュー30周年を迎え、作詞家松井五郎からも1992年以来となる作詞の提供を受け『After stories』をリリース。2020年新型コロナウイルス感染症の影響により、ライブ・エンタテインメント市場は世界的に大きな打撃を受け、移動制限やソーシャルディスタンスの要請により日本の音楽市場も前年比8割減の影響を受けたとされ、井上自身もインストアライブがまったく無くなったほか、ワンマンライブの中止や無観客、観客を減らしての開催など音楽活動の自粛を余儀なくされた。こうした中でも、2021年にはデビュー30周年記念アルバム第2弾となる『レッドアイは知っている』をリリースすると共に、トーラス時代のベスト盤を含む全アルバム18枚のサブスクが解禁される。2024年5月、デビュー35周年記念として12曲入りフルアルバム『インビテーション』をユニバーサルミュージックよりリリース。近年は全国ツアー、3大ホールライブ、マンスリーライブ、音楽仲間のライブのゲスト出演を精力的に行っており、コロナ収束に伴い徐々にインストアライブも再開されつつある。また、川上真樹が代表を務める「歌声養成所One Voice Music Land」にてヴォーカル・レッスンも行っている。

## 年譜

### 1980年代
1984年（昭和59年）
- 12月8日、旺文社主催・ソニー '84全国中学生テープ大賞受賞。

1986年
- 12月6日、旺文社主催・テクニクス '86全国高校生音楽賞受賞。
- 12月13日、旺文社主催・第14回全国高校生作曲コンクール奨励賞受賞。

1987年
- 12月5日、旺文社主催・テクニクス '87全国高校生音楽賞受賞。
- 12月12日、旺文社主催・第15回全国高校生作曲コンクール最優秀作品賞グランプリ受賞。

1988年
- 7月24日、トーラスレコード主催・第1回スーパーボーカリスト新人オーディション優勝。

1989年（平成元年）
- 5月24日、シングル「メリー・ローランの島」、アルバム『彼女の島』[注 2] でトーラスレコードよりメジャーデビュー。『彼女の島』は後に自ら所属していた事務所の名前にもなっている。
- 6月21日、「瞳 -まなざし-」と「YELL!-16番目の夏-」の2枚のシングルを同時リリース。「YELL!-16番目の夏-」は夏の高校野球のテーマソングとして『熱闘甲子園』などでオンエアされる[注 3]。
- 7月12日、デビューシングル「メリー・ローランの島」で『夜のヒットスタジオ』に出演する。
- 11月8日、2枚目のアルバム『Fellow & Steady』[注 4] をリリース。収録曲の「ラ・ブートニア」が翌年大阪で開催された花の万博のテーマソングになる。
- 12月18日、FM東京ホール（現TOKYO FMホール）にてファーストコンサート[注 5] を行う。

### 1990年代
1990年
- 5月23日、3枚目のアルバム『matiere』[注 6] をリリース。作詞家松井五郎[注 7] がリリック・プロデューサーとして全曲の作詞を担当。
- 6月、初の全国ツアーとなる井上昌己'90コンサートツアー"matiere"開催[注 8]。
- オーディションで選ばれたギター江口正祥[注 9]、ベース白船睦洋、ドラム山下政人、ギター・キーボード松原ひろし、キーボード佐々木真理の5人が井上のバックバンド「POPBEAT」[注 10] を結成。また、この年にはNHK『みんなのうた』で「川面がキラキラ」を歌い、オールナイト・フジにも出演。

1991年
- 1月11日、4枚目のアルバム『Just Open The Door』[注 11] をリリース。以降は、本人が作曲を手掛けたナンバーが徐々に増えていく。『Just Open The Door』から『彼女が泣いた夜』までの4枚のアルバムは、一連のストーリーを持ったコンセプトで作られた4部作と言われる[3]。また、楽しく音楽をやりたいという思いを込めて「JOY POPS」という言葉を共通のテーマに掲げたのもこのアルバムから。
- 3月5日、処女作『FACE TO FACE - 井上昌己プライベートストーリー』がソニー・マガジンズ[注 12] より出版される。
- 3月、井上昌己'91コンサートツアー"Just Open The Door"開催[注 13][4]。
- 6月28日、初のベストアルバム『FACE TO FACE』[注 14] リリース。
- 7月、この年2度目の全国ツアーとなる井上昌己'91コンサートツアー"FACE TO FACE"開催[注 15]。
- 10月20日、生まれ故郷の愛媛県八幡浜市でコンサートを行う。
- 11月27日、ミニアルバム『Balancin'Love』[注 16] をリリース。本アルバムに収録された全曲の作曲を行う。

1992年
- 3月25日、6枚目のアルバム『彼女が泣いた夜』[注 18] をリリース。本アルバムは、真夏のオーストラリア西部の州都パースでレコーディングが行われている。
- 8-9月、井上昌己'92コンサートツアー"彼女が泣いた夜"[注 19][5] 開催。

1993年
- 1月20日、シングル「恋が素敵な理由」[注 20]をリリース。カシオの電子手帳のCMソングとなり、売り上げ枚数約20万枚とスマッシュヒットを記録する。
- 2月5日、ミュージックステーションに出演。この年、音楽番組への出演が急増する。春には大学を卒業[注 21] し、普通自動車免許を取得する[5]。
- 4月、井上昌己'93コンサートツアー"LOVE IS GREAT!"開催[注 22]。
- 5月30日、新宿「日清パワーステーション」で開催されたLIVE 'GiRLPOP' act 2に出演[注 23] する。
- 6月2日、ベストアルバム『FACE TO FACE-NEXT-』[注 24]リリース。
- 9月23日、新宿「日清パワーステーション」で開催されたLIVE 'GiRLPOP' act 3に出演する。
- 9月29日、アルバム『愛の神様 恋の天使』[注 25] をリリースし、オリコンアルバム週間ランキング10位を記録。フルアルバムで初めて全曲の作曲を行うと共に、ディレクターの岩永浩二[注 26] と共同で初めてプロデュース[注 27] を行う。
- 10月8日、初のフォト＆エッセイ集『愛の神様 恋の天使』[注 28]がソニー・マガジンズ[注 12]より出版される。
- 11月、この年2度目の全国ツアーとなる井上昌己'93コンサートツアー"愛の神様　恋の天使"開催[注 29]。
- 11月28日、大阪「MIDシアター」で開催されたLIVE 'GiRLPOP' 大阪 act 1に出演する。

1994年
- 3月5-6日、新宿「日清パワーステーション」で開催されたLIVE 'GiRLPOP' act 5に、2日間に渡り出演する。
- 3月30日、大阪ミナミ「COKE STEP HALL」で開催されたLIVE 'GiRLPOP' 大阪 act 2に出演する。
- 5月25日、コンセプトミニアルバム『スウィート』『ビター』[注 30] リリース。それぞれオリコンアルバム週間ランキング8位、9位を記録。
- 8月、ソニー・マガジンズ[注 12]の月刊ヒットソング・マガジン『ソングコング SONGKONG』で連載[注 31] スタート。
- 10月26日、アルバム『FairWay』[注 32] をリリース。本アルバムは、ロサンゼルスで夏に18日間かけてレコーディング[注 33] が行われている。
- 10月29日、自身の在籍する日本大学の法学部本館大講堂において、日大学園祭(法桜祭)ライブを開催。本ライブは、アルバム『FairWay』リリース後の初ライブであり、全国ツアー"Fair Way"の初日という意味合いもあった[6]。
- 12月、井上昌己'94～'95コンサートツアー"Fair Way"開催[注 34]。コーラスガール2名とのダンスや同じトーラスレコードのシンガーである芦沢和則とのデュエット[注 35]、ピアノ弾き語り、頻繁な衣装チェンジ等多彩な演出で大好評を博す。
- 12月17日、新宿「日清パワーステーション」で開催されたLIVE 'GiRLPOP' act 8に出演する。

1995年
- 1月8日、昨年12月15日から始まったコンサートツアーの大トリとなるライブが渋谷「NHKホール」[注 37] で行われる。この模様はLD/VHSで発売されている。
- 2月22日、渋谷「NHKホール」で収録された初のCDライブアルバムとなる『FairWay Live』をリリース。
- 11月29日、コンセプトミニアルバム『スウィートII』『ビターII』[注 38] リリース。
- 12月17日、新宿「日清パワーステーション」で開催されたLIVE 'GiRLPOP' act 12に出演する。
- 12月29日、オールナイトニッポンで2時間のラジオ番組のパーソナリティを務める。

1996年
- 2月18日、新作アルバム『Up Side Down』への4曲のライブレコーディング[注 39] のため、ディレクターの岩永浩二[注 26]とアイルランドの首都ダブリン[注 40] の町外れにあるライブハウス「Baggot Inn」[注 41] を訪れる。
- 6月19日、2年ぶりとなるオリジナルアルバム『Up Side Down』[注 42] リリース。
- 7-8月、井上昌己'96コンサートツアー"Up Side Down"開催[注 43]。ライブではホーンが参加し、ダンスあり、さまざまなゲストあり、衣装替えありの盛りだくさんの内容で、アンコールの"Up Side Down"ではギター演奏[注 44] も初披露し観客と大合唱となる。

1997年
- 1月1日、初のバラードベストアルバム『Love Ballad Best ～SHOKO LAND』[注 45] をリリース。アルバム収録曲のうち5曲は、ロンドン[注 46] のAIR STUDIOでリミックスが行われている。
- 7月6日、新宿「日清パワーステーション」で開催されたLIVE 'GiRLPOP' act 18に出演する[注 47]。

1998年
- 9月30日、アルバム『熱愛』[注 48] リリース。
- 『サタデーホットリクエスト』の番組内企画の一環として、リスナーから募集した歌詞に曲をつけ、「Heart in Radio」[注 49] という題名で提供する。

1999年
- ニュートーラスレコードがユニバーサルミュージックに吸収・合併され、ユニバーサルミュージックに移籍する。
- 2月10日、マキシシングル『熱愛～完結編～』をリリースし、発売当日に渋谷オンエアイーストで2年半ぶりのライブとなる「熱愛ライブ '99」[注 50] を開催する。
- 5月24日、デビュー10周年を迎える。

### 2000年代
2000年
- この頃英語習得とボイストレーニング[注 51] のため、3ヶ月間のロンドン短期留学を行う。
- 5月5日、デビュー10周年を記念し、ファンからリクエストを募りファンクラブ限定でベストアルバム「DECADE」[注 52] をリリース。

2001年
- 自主レーベル「shokoland」を設立し、作詞・作曲を自ら手掛けた作品を中心にライブ活動を精力的に行う。同レーベルでは2006年までにシングル3枚、アルバム4枚を制作する。
- 「shokoland」レーベルから、原宿ルイードでのライブの模様を収めたビデオ作品「Inoue Shoko LIVE! 2001」[注 53] をリリース。
- 12月19日、ポリドールより、ベストアルバム『井上昌己 スーパー・バリュー』リリース。

2002年
- 1月2日、「shokoland」レーベルの最初のDVD作品となる『on/off』をリリース。本作は、井上昌己のオフをイメージしたビデオとライブの模様を収録したDVD2枚組みとなっている。
- 1月30日、「shokoland」レーベルとして最初のオリジナルアルバム『バナ・オレンジ・ベリー』をリリース。
- 2月、久々の全国ツアー「バナ・オレンジ・ベリー」開催[注 54]。
- 7月29日、シングル『想い出の続きはなくて…』をリリース。

2003年
- 4月25日、アルバム『SHOKO-LA2nd～SHOKOLAND 2nd～』[注 55] をリリース。
- 8月11日、「shokoland」レーベル2作目のDVD作品となる『Inoue Shoko LIVE 2003』[注 56] をリリース。

2004年
- 2月25日、ユニバーサルミュージックより、ベストアルバム『GOLDEN☆BEST 井上昌己』リリース。
- 5月24日、デビュー15周年を迎える。15周年を記念し、同日セルフカバーアルバム『アニバーサリーI』と『SHOKO INOUE IN WINTER 2003』（VHS・DVD）をリリース。
- 11月25日、15周年記念第2弾セルフカバーアルバム『アニバーサリーII』[注 57] をリリース。

2005年
- 5月23日、デビュー記念ライブが、曙橋BACK IN TOWNで行われる。
- 5月25日、シングル『Song for wedding』をリリース。
- 11月9日、ユニバーサルミュージックより、ベストアルバム『井上昌己 ベスト10』リリース。

2006年
- 3月6日、ブログ「雨の月曜日にも…」開設。
- 6月11日、松山中央公園野球場（松山坊っちゃんスタジアム）の四国アイランドリーグ「愛媛マンダリンパイレーツ vs 徳島インディゴソックス」戦にて、国歌斉唱＆始球式を行う。
- 7月6日、ラジオ番組「HOT WAVE ～ 井上昌己のフリースタイル ～」放送開始。
- 10月4日、シングル『夕立』をリリース。
- 11月5日、ラジオ番組「井上昌己のマイ・フェア・レディオ」放送開始。
- 12月20日、渋谷J-POPcafeにてクリスマスライブとして年内ラストのライブを行う。

2007年
- 3月3日、原宿ルイードでひな祭りライブ『井上昌己 ～春 さよなら原宿ルイード』[注 58] が行われる。約10年ぶりにPOP BEATの4名が再集結したという意味でも記念すべきライブとなった。
- 7月21日、自身の誕生日当日に、広尾ラ・クロシェットでBirthdayディナーショー[注 59] を開催。
- 12月1日、「shokoland」レーベルとして初のベストアルバム『My Style Best 2008』をリリース。
- 12月23日、新宿KENTO'Sにてクリスマスライブが行われる。

2008年
- 1月、ケイダッシュ系列の芸能事務所アワーソングスクリエイティブに移籍。
- 2月15-16日、井上昌己写真展示会を横浜で開催。ライブ写真、映像だけでなく、過去のライブやツアーで着た衣装も展示。最終日は本人も顔を出した。
- 7月2日、新事務所移籍を記念して、5年ぶりとなるオリジナルアルバム『Brand-New Feel』をリリース。
- 7月19日、第293回ビナウォークミュージックディライトに出演[注 60] する。
- 7月20日、千葉舞浜クラブイクスピアリにて「井上昌己バースデーライブ～a token of love～」開催。
- 10月24日、バースデーライブを収録した、新事務所で初のDVD作品『LIVE! Brand-New Feel -2008-』をリリース。インタビューを収録した特典映像が付いている。
- 12月28日、渋谷J-POPcafeにてPOPBEATと共に会員限定クリスマス＆忘年会イベント開催。

2009年
- 1月4日、ラジオ番組「precious moment」放送開始。
- 2月4日、オリジナルアルバム『precious moment』リリース。
- 4月2日、インターネットテレビ放送、井上昌己の「急がばまわれ」放送開始。
- 5月24日、デビュー20周年を迎え、当日20周年記念ライブ[注 61] を南青山MANDALAで開催[注 62]。
- 7月20日、渋谷BOXXにて「バースデー＆カバーアルバム発売記念ライブ」を開催。
- 7月22日、自身初となるカバーアルバム『the covers of my color』をリリース。
- 10月4日、ラジオ番組「Shoko・CherryのKiss Away!」放送開始。
- 10月21日、バースデーライブを収録したDVD作品『DOUBLE DECADE』をリリース。インタビューを収録した特典映像が付いている。
- 12月23日、クリスマスライブを秋葉原のCLUB GOODMANにて開催[注 63]。
- 同年をもって所属事務所を離れ、2010年以降精力的なライブ活動を再開する。

### 2010年代
2010年
- 1月、個人事務所に再び戻り、数年ぶりの全国ツアーを開催。この年より、年間80本のライブを行うほど積極的活動が始まると同時に、故郷愛媛県との交流も多くなる。
- 1月22日、三軒茶屋「ラヂヲデイズ」でのライブを皮切りに全国ツアー「Face To Face Vol.1」[注 64] がスタートする。
- 3月14日、故郷八幡浜市のNPO法人「YGP(八幡浜元気プロジェクト)」の主催するサクラプロジェクト[注 65] に参加。
- 3月25日、個人事務所での再スタートを記念して制作したシングル「遥かな瞳のファナナ c/w 千年情緒」で12年ぶり[注 66] に古賀勝哉[注 67] が作詞を手掛ける。
- 4月11日、全国ツアー「Face to Face ツアーVol.1」の最後のライブを高田馬場「音楽室DX」[注 68] で行う。
- 5月8日、名古屋「DOXY」でのライブを皮切りに全国ツアー「Face To Face Vol.2」[注 69] がスタートする。14日井上昌己事務局公式ツイッター開設。
- 7月17日、表参道FABにて「バースデーライブ2010」を開催。
- 10月5日、トーラス時代のバラード曲をニューボーカル、ニューアレンジによりセルフカバーした2枚のアルバム「好きです今でも」「恋がありました」をリリース。
- 10月22日、全国ツアー「Face to Face ツアーVol.2」の最後のライブを高田馬場「音楽室DX」で行う。
- 11月19-23日、セルフカバーアルバム発売記念企画として、古賀勝哉[注 67]が経営する新中野「Waniz Hall」にて、ふたり芝居全3話のオムニバス公演[注 70] で人生初の女優業に挑戦[注 71] する。
- 12月26日、クリスマスライブとしてバンド形式の年内ラストのライブをPOPBEAT LEGENDと共に横浜ベイホールで行う。風邪で声が出ず、ライブ直前に歌えないと関係者に訴えるほどの体調不良のなか最後まで歌い切る。
- 12月31日、大晦日のカウントダウンイベントとして、高田馬場「音楽室DX」にて初の年越しライブ[注 72] を行う。

2011年
- 3月5日、仙台「ペニーレーン」でのライブを皮切りに全国ツアー「Face To Face Vol.3」[注 73] がスタートする。
- 3月11日、コンサート予定の岩手県盛岡市にてリハーサル中に東日本大震災が発生。盛岡から宇都宮までタクシー3台を乗り継ぐ等して17時間以上かけて帰京[注 74] し、3月12日高田馬場「音楽室DX」でのマンスリーライブを敢行、13日松山まで空路移動し愛媛県西予市立野村中学校卒業イベントに参加。その後の西日本ツアーも敢行[注 75] する。
- 4月9日、北陸放送ラジオ番組「鼻毛の森のラジパラ」内で、井上が担当する「～井上昌己のキレイな時間～美辞麗句B.G.LAKE」のコーナーがスタート。
- 4月10日、全国ツアー「Face to Face ツアーVol.3」の最後のライブを名古屋「DOXY」で行う。
- 4月16日、ビナウォーク、5月12日東京タワーなどの会場での震災による自粛解除後初のライブを開いた事でも話題に。この年、東北地方を中心に数度、復興支援ライブ[注 76] を行う。
- 5月22日、渋谷マウントレーニアホールにて久しぶりのホールライブ「デビュー記念ライブ」[注 77] を開催。ここまで100名規模のライブハウス中心だった活動も、旧来からのファン増加につれ、ホールライブが増加していく。
- 7月23-24日、岡山「MO:GLA」、鶯谷「東京キネマ倶楽部」にてバースデーライブを両日開催。
- 12月25日、渋谷「KMAパラダイスホール」にてクリスマスライブが開催される。
- 12月31日、大晦日のカウントダウンイベントとして、高田馬場「音楽室DX」にて2年連続となる年越しライブを行う。

2012年
- 1月8日、汐留「BLUE MOOD」で行われた「井上昌己 with ポップビート、奇跡のライブ」でPOPBEAT LEGENDの4人が再集結する。
- 2月、みちのくプロレス「ザ・グレート・サスケ」がリリースした東北応援CD「みちのく魂」に2010年リリースのシングル「遥かな瞳のファナナ」を提供。この年、他アーティストとの共演ライブなど、積極的なライブ活動を展開。
- 2月23日、松井五郎の作詞家30周年（2011年）を機に始まったライブ「Goro Matsui SONG BOOKS」[注 78] に出演。
- 3月1日、3部作「願い・想い・祈り」と題して「願いにかえて」[注 79] をシングルリリース。1998年の「あのひと」以来、実に14年ぶりのテレビ番組タイアップを獲得する。
- 5月3日、渋谷マウントレーニアホールで2年連続となるデビューライブを完売。このライブはファンクラブ会員限定で行われ、コーラスガールと共にダンスを披露し大好評を得る[注 80]。
- 7月20-22日、大坂、松山、広島でそれぞれバースデーライブが開催される[注 81]。
- 7月21日、誕生日当日に3部作「願い・想い・祈り」第2弾「ただ若すぎた季節のメロディー」をシングルリリース。前作「願いにかえて」のテレビ朝日系列番組タイアップ獲得に続き、この楽曲もテレビ東京系列局とのタイアップ獲得。
- 7月29日、鶯谷「東京キネマ倶楽部」にて、井上昌己バースデーコンサートが行われる。
- 9月15日、ラゾーナ川崎プラザソルにて「MUSIC NIGHT2012」開催。2014年以降のバラードなし、アップテンポ曲オンリーのスタンディングライブの原型となる。
- 12月23日、高田馬場「音楽室DX」にてクリスマスライブが開催[注 82]
- 12月31日、大晦日のカウントダウンイベントとして、高田馬場「音楽室DX」にて3年連続となる年越しライブを行う。

2013年
- 1月20日、3部作「願い・想い・祈り」最終となる「えにし〜春夏秋冬」をシングルリリース。この楽曲もテレビ東京系列の番組とタイアップ獲得。また、カップリングの「手のひらに勇気を」もテレビ朝日系列の番組とタイアップを獲得する。
- 3月13日、2009年の『the covers of my color』以来となるカバーアルバム『回想録～Calling 90's～』をリリース。
- 5月19日、前年に続き、渋谷マウントレーニアホールでの3年連続となるデビューライブ[注 83] を完売。
- 7月21日、バースデーイベントとしてアコースティック編成で誕生日当日に行われた六本木「スイートベイジル139」でのバースデーコンサート～25頁のラブソング～[注 84] も満員を記録し、徐々にコンサート活動の幅を広げていく[注 80]。
- 11月22日、ラゾーナ川崎プラザソルにて、ライブを2年連続開催。POPBEAT LEGENDが再集結して演奏で行い、大好評を得る。
- 11月30日、高田馬場「音楽室DX」にて行われたマンスリーライブで、ワンマンライブとして初の全曲弾き語りを披露する。
- 12月6日、川崎「CLUB　CITTA」で行われたPoP'n Girls にゲスト出演し、POPBEAT LEGENDと共にトリを務める。
- 12月23日、南青山「マンダラ」にて、アコースティックな編成で真昼のクリスマスライブが開催される。
- 12月31日、大晦日のカウントダウンイベントとして、高田馬場「音楽室DX」にて4年連続となる年越しライブを行う。

2014年
- 5月14日、ユニバーサルミュージックより、レーベル各社の枠を超えて選曲されたプロデビュー25周年記念2枚組オールタイム・ベストアルバム『Welcome to my home』[注 85] をリリース。
- 5月17-18日、4年連続となる渋谷マウントレーニアホールをソールドアウト。デビュー25周年を記念して2Days開催を行い、初日にはアーティスト仲間である穴井夕子、宇都美慶子、峠恵子、野田幹子、伊藤かずえらがステージアーティストとして参加し井上の楽曲を披露して好評を得る[注 80]。
- 5月24日、デビュー25周年を迎える。
- 6月25日、デビュー25周年を記念してミニアルバム『MELODIES 1』[注 86] を発表。UPテンポ曲、POP曲、バラード曲、歌謡曲など多彩なメロディーを作曲し収録した作品は好評を博し、次回作「MELODIES 2」制作意欲を語る。収録曲5曲中3曲がテレビ局とのタイアップを獲得する。
- 7月21日、誕生日のこの日バースデーイベントとして、デビューしたTOKYO FMホールでのコンサート[注 87] を25年ぶりに開催。弦楽器、管楽器など総勢18名ものミュージシャンを従え「withチェンバーオーケストラ」として成功させる[注 80]。
- 10月12日、ラゾーナ川崎プラザソルにて、ライブを3年連続開催。この年初めてバラードなし、アップテンポ曲オンリーのスタンディングライブを行い、大好評を得る。
- 12月23日、横浜「パラダイスカフェ」にてクリスマスライブが開催される。
- 12月31日、大晦日のカウントダウンイベントとして、高田馬場「音楽室DX」にて5年連続となる年越しライブを行う。

2015年
- 1月21日、神戸「CHICKEN GEORGE」の「長江健次カフェVol.2」にゲスト出演する。これが長江健次カフェの初出演となる。
- 2月、故郷愛媛県八幡浜市の公式PRキャラクター「はまぽん」のテーマソング「僕らのはまぽん」[注 88] を作詞作曲。同時に「八幡浜応援隊」に任命される。また、ここ数年での活動で杉真理、堀江淳、崎谷健次郎など様々なアーティストとの交流が再開。
- 4月18日、松山ぼっちゃんスタジアムのマンダリンパイレーツ開幕戦において、国家独唱および始球式を行う。
- 5月24日、デビュー記念日のこの日、5年連続となる渋谷マウントレーニアホールにてファンからのリクエストを募ったTOP25を一挙披露。途中2階席でのパフォーマンスで来場者を驚かせ3時間に及ぶライブ[注 89] を大成功させる[注 80]。
- 7月20日、バースデーイベントとして前年同様、チェンバーオーケストラ21名と共にTOKYO FMホールでコンサート[注 90] を開催。前年を上回る満員の来場者と共に大成功に導く[注 80]。
- 11月21日、ラゾーナ川崎プラザソルにて4年連続のバラードなし、アップテンポ曲オンリーのスタンディングライブを行い、SOLDOUTを記録し大好評を得る。
- 12月26日、横浜「パラダイスカフェ」にて2年連続となるクリスマスライブが開催される。
- 12月31日、大晦日のカウントダウンイベントとして、高田馬場「音楽室DX」にて6年連続となる年越しライブを行う。

2016年
- 1月6日、デビュー当時のレコード会社であるトーラスレコードのスタッフが17年ぶりに再集結し、デビューアルバム『彼女の島』の英語バージョン[注 91] を新たにリリース。
- 1月19日、神戸「CHICKEN GEORGE」の「長江健次カフェVol.3」に2年連続でゲスト出演する。
- 5月22日、デビューイベントとして6年連続となる渋谷マウントレーニアホール公演は「28年目のFairWay」[注 92] と題し、1995年1月8日にNHKホールで行われた伝説的なFairWayライブのオマージュとしてPOPBEAT LEGENDの4人[注 93] が再集結し3時間に及ぶライブを大成功させる[注 80]。
- 6月1日、メロディーシリーズ第2弾となるミニアルバム『MELODIES 2』をリリース。
- 7月24日、バースデーイベントとして3年連続で、チェンバーオーケストラと共にTOKYO FMホールでコンサート[注 94] を開催。
- 10月8日、ラゾーナ川崎プラザソルにて、5年連続のバラードなし、アップテンポ曲オンリーのスタンディングライブを行い、大好評を得る。
- 11月7日、ラジオ番組「Kei's BAR」放送開始。MCは石坂敬一[注 95]。井上は進行役を務めた。
- 12月25日、横浜「パラダイスカフェ」にてファンクラブ会員限定で3年連続となるクリスマスライブが開催される。
- 12月31日、大晦日のカウントダウンイベントとして、高田馬場「音楽室DX」にて7年連続となる年越しライブを行う。

2017年
- 1月28日、神戸「CHICKEN GEORGE」の「長江健次カフェVol.4」に3年連続でゲスト出演する。
- 3月8日、デビュー時からのシングル27枚、アルバム21枚、プロモーション用CD「SHOKO P TRACKS」[注 96] の計49作品がMEG-CD[注 97] として完全復刻。「SHOKO P TRACKS」は、『恋が素敵な理由』が発売された当時シングルに付属していたハガキで応募して当選したファンしか手に入れられなかった貴重な作品。
- 5月21日、デビューイベントとして7年連続となる渋谷マウントレーニアホール公演は「THE! PARTY&PARTY!」[注 98] と題し、POPBEAT BLOODにホーンセクションも参加して華やかにステージを盛り上げ満員の来場者とともにライブを大成功させる[注 80]。
- 7月29日、バースデーイベントとして、チェンバーオーケストラと共にTOKYO FMホールで4年連続となるオーケストラコンサートを開催。
- 11月14日、青山RizMにて女性シンガーソングライターによる対バン形式のライブPop'n Gradationが開催されゲスト出演[注 99]する。
- 12月24日、高田馬場「音楽室DX」にてクリスマスライブが開催される。音楽室DXにてクリスマスライブが開催されるのは、2012年以来5年ぶり。
- 12月31日、大晦日のカウントダウンイベントとして、高田馬場「音楽室DX」にて8年連続となる年越しライブを行う。

2018年
- 1月21日、神戸「CHICKEN GEORGE」の「長江健次カフェVol.5」[注 100]に4年連続でゲスト出演する。
- 5月20日、デビューイベントとして8年連続となる渋谷マウントレーニアホール公演は「平成という時代に歌い続けて」[注 101] と題し、平成元年にデビューし平成という時代を最後まで歌い続けた井上の記念すべきデビューライブとなり満員の来場者とともにライブを大成功させる[注 80]。
- 6月1日、メロディーシリーズ最終となるミニアルバム『MELODIES 3』をリリース。
- 7月29日、バースデーイベントとして、チェンバーオーケストラと共にTOKYO FMホールで5年連続となるオーケストラコンサートを開催。
- 11月25日、ラゾーナ川崎プラザソルにて、「井上昌己ライブ！Yeah！Yeah！」と題し2年ぶり6回目となるバラードなし、アップテンポ曲オンリーのスタンディングライブを行い大好評を得る。
- 12月23日、横浜「パラダイスカフェ」にて2年ぶり4回目となるクリスマスライブが開催される。
- 12月31日、大晦日のカウントダウンイベントとして、高田馬場「音楽室DX」にて9年連続となる年越しライブを行う。

2019年（令和元年）
- 1月20日、神戸「CHICKEN GEORGE」の「長江健次カフェVol.6」に5年連続でゲスト出演する。
- 4月28日、ホームグラウンドである高田馬場「音楽室DX」[注 102] で開催されたマンスリーライブは、5月1日からの令和を控えて平成最後を飾るライブとなりソールドアウトを記録。
- 5月19日、令和最初のデビューイベントとして9年連続となる渋谷マウントレーニアホール公演はデビュー30周年記念ライブ[注 103] であり、ファンのリクエストに応え上位30曲を披露し超満員の来場者と共に3時間に及ぶライブを大成功させる。
- 5月24日、デビュー30周年を迎える。
- 7月21日、バースデーイベントとして6年連続となるオーケストラコンサートが、14種類の楽器編成からなるチェンバーオーケストラ20名と共に、デビューコンサートを行ったTOKYO FMホールで2014年以来となる誕生日当日に満員開催される。また、デビュー30周年記念3部作の第1弾ミニアルバム『After stories』[注 104] をリリース。収録曲6曲中3曲がテレビ局とのタイアップを獲得する。
- 11月24日、ラゾーナ川崎プラザソルにて、2年連続7回目となるバラードなし、アップテンポ曲オンリーのスタンディングライブが開催され、満員の来場者と共に2時間半に及ぶライブを大成功させる。
- 12月13日、横浜「パラダイスカフェ」にて2年連続5回目となるクリスマスライブが開催される。
- 12月31日、大晦日のカウントダウンイベントとして、高田馬場「音楽室DX」にて10年連続となる年越しライブを行う。

### 2020年代
2020年
- 1月26日、神戸「CHICKEN GEORGE」の「長江健次カフェVol.7」に6年連続でゲスト出演する。
- 3月1日、松山「Monk」で遠征ワンマンライブ[注 106]が開催される。
- 4月26日、表参道「BN STUDIO」で行われたマンスリーライブは、新型コロナウィルスによるエンタテインメント自粛のため自身初の無観客配信ライブ[注 107] として敢行され大好評を得る。
- 5月17日、デビューイベントとして10年連続となる渋谷プレジャープレジャー[注 108] 公演は「井上昌己デビュー記念コンサート～Untitled～ 無観客配信LIVE with POPBEAT BLOOD」と題し、30周年のトリを飾るバンド形式での無観客配信ライブ[注 109] として開催され、トーラス時代の初期～中期のシングル曲を中心に披露し千人超の視聴者と共に1時間半を超えるライブを大成功させる。
- 7月19日、バースデーイベントとして7年連続となるオーケストラコンサート[注 110] が、チェンバーオーケストラ15名と共にTOKYO FMホールで2時間に及び開催される。この模様は、8月15日に配信ライブとしてYoutubeで配信され大好評を博す。
- 8月5日、26名の演奏家が参加したオーケストラアレンジによる11曲入りのセルフカバー[注 111]ベストアルバム『with ChamberOrchestra BEST11』をリリース。
- 8月30日、コロナ禍の影響で3月22日以来5か月ぶりとなるマンスリーライブ[注 112] が、ホームグラウンドである高田馬場「音楽室DX」で開催される。
- 12月19日、横浜「パラダイスカフェ」にて3年連続6回目となるクリスマスライブ[注 113] がファンクラブ会員限定で開催される。
- 12月25日、ラゾーナ川崎プラザソルにて、3年連続8回目となるバラードなし、アップテンポ曲オンリーのライブ[注 114] がクリスマス当日に開催される。
- 12月31日、大晦日のカウントダウンイベントとして、高田馬場「音楽室DX」にて11年連続となる年越しライブを、バンド編成にて初の無観客配信で行う。

2021年
- 1月24日、リクエスト20曲を新しい曲順に披露する「井上昌己リクエスト20！コンサート」[注 115]が、渋谷プレジャープレジャーにおいて開催される。
- 1月27日、町田「まほろ座MACHIDA」にて行われた「長江健次カフェVol.8」の最終日に、コロナ禍の影響で無観客配信ライブとなるも7年連続でゲスト出演する。
- 2月23日、2021年最初の遠征ワンマンライブが、京都「都雅都雅」にてバンド編成による配信との2本立てで開催される[注 116]。
- 4月3日、横浜「パラダイスカフェ」にて2016年5月のデビュー記念ライブ以来約5年ぶりにPOPBEATの4人[注 117] が再集結し、井上昌己 with POPBEAT LEGENDとしてライブを行い大好評を博す。チケットは30分でソールドアウトを記録した。
- 5月16日、デビューイベントとして11年連続となる渋谷プレジャープレジャー公演は「井上昌己デビュー記念コンサート Oh.WELL!」と題し、3時間に渡るライブはコーラスを含めたバンド編成による配信との2本立てで開催される。
- 7月18日、バースデーイベントとして8年連続となるオーケストラコンサートが、チェンバーオーケストラ14名と共にTOKYO FMホールで2時間に及び開催される。この模様は、8月27日に配信ライブとしてYoutubeで配信され大好評を博す。
- 11月14日、ラゾーナ川崎プラザソルにて、4年連続9回目となるバラードなし、アップテンポ曲オンリーのバンドライブ[注 118]が開催される。
- 12月8日、DVD4枚組『LIVE & CLIP Collection 1990-1996』がユニバーサル・ミュージックより発売[注 119]。同日トーラス時代のアルバム全18枚[注 120]のサブスクが解禁される。
- 12月19日、高田馬場「音楽室DX」にて、バンド編成によるクリスマスライブが配信との2本立てで開催される。音楽室DXでクリスマスライブが行われるのは、2017年以来4年ぶり。
- 12月31日、大晦日のカウントダウンイベントとして、高田馬場「音楽室DX」にて配信との2本立てで12年連続となる年越しライブを行う。

2022年
- 1月18日、神戸「CHICKEN GEORGE」の「長江健次カフェVol.9」に8年連続でゲスト出演する。
- 1月19日、コロナ禍で発売が延期されていたデビュー30周年記念第2弾ミニアルバム『レッドアイは知っている』[注 121] をリリース。
- 4月29日、2012年に終了した井上昌己の「急がばまわれ」以来となるインターネットテレビ放送、鳥越アズーリFM特別企画番組「昌己＆幹子のあの頃を語ろう」が配信される。
- 5月15日、デビューイベントとして12年連続となる渋谷プレジャープレジャー公演は「井上昌己デビュー記念コンサート～let's do it!～」と題し、ツインギターやサックス、コーラスを含めたバンド編成により開催される。
- 5月24日、デビュー33周年記念日当日に、急遽配信ライブが聖地「音楽室DX」にてサプライズ開催され好評を得る。
- 6月4-5日、広島「JUKE」、大阪「DⅢ」の2Daysにて2022年最初の遠征ワンマンライブ[注 122]が行われる。
- 7月17日、バースデーイベントとして9年連続となるオーケストラコンサート[注 123] が、チェンバーオーケストラ14名と共にTOKYO FMホールで開催される。この模様は、8月12日に配信ライブとしてYoutubeで配信され大好評を博す。
- 11月6日、ラゾーナ川崎プラザソルにて、5年連続10回目となるバラードなし、アップテンポ曲オンリーのバンドライブ「井上昌己コンサート～Joy Pop MUSIC 2022～」が有料配信との2本立てで開催される。
- 11月14日、東京タワー展望台のClub333[注 124]において、50名限定無料招待にて有料配信との2本立てでライブが開催される。同ライブはオリンピック前の東京タワー改修のため、2017年11月29日以来5年ぶりとなる。
- 12月17日、横浜「パラダイスカフェ」にて2年ぶり7回目となるクリスマスライブが有料配信との2本立てで開催される。
- 12月31日、大晦日のカウントダウンイベントとして、高田馬場「音楽室DX」にて13年連続となる年越しライブが有料配信との2本立てで開催される。

2023年
- 1月14日、神戸「CHICKEN GEORGE」における「長江健次カフェVol.10」の初日公演で9年連続ゲスト出演する。
- 1月28-29日、広島「JUKE」、奈良「ビバリーヒルズ」の2Daysにて2023年最初の遠征ワンマンライブ[注 125]がアコースティック編成で行われる。
- 5月14日、デビューイベントとして13年連続となる渋谷プレジャープレジャー公演[注 126]はサックスに元T-SQUAREの宮崎隆睦を迎え、ギター、ベース、ドラム、サックス、キーボード、コーラスのバンド編成により華やかに開催される。また、2019年の30周年デビューライブ以来となる声援も解禁され好評を博す。
- 7月23日、バースデーイベントとして10年連続となるオーケストラコンサートは、2019年以来4年ぶりに入場制限の解除及び声出しが解禁され、チェンバーオーケストラ15名と共にTOKYO FMホールで開催される。この模様は、8月20日に配信ライブとしてYoutubeで配信され好評を博す。
- 8月5日、2015年以来8年ぶりに松山ぼっちゃんスタジアムのマンダリンパイレーツ戦において、国家独唱および始球式を行う。
- 9月23日、京都「都雅都雅」にて独りでキーボードの弾き語りを行うソロ・コンサート～記憶のバイブル～を5年ぶりに開催し好評を博す。
- 11月5日、ラゾーナ川崎プラザソルにて、6年連続11回目となるバラードなし、アップテンポ曲オンリーのバンドライブ「井上昌己コンサート～Joy Pop MUSIC 2023～」が有料配信との2本立てで開催される。
- 12月23日、クリスマスイベントとして高田馬場「音楽室DX」にて京都「都雅都雅」に続き今年2回目となるキーボード弾き語りソロ・コンサート～ひとりぼっちのイブイブに～を開催する。
- 12月31日、大晦日のカウントダウンイベントとして、高田馬場「音楽室DX」にて14年連続となる年越しライブが有料配信との2本立てで開催される。

2024年
- 2月23-25日、松山「Monk」、広島「JUKE」、京都「都雅都雅」の3Daysにて2024年最初の遠征ワンマンライブ[注 127]がアコースティック編成で行われる。
- 3月17日、新宿ROTTで行われる能登半島地震の復興支援ライブに出演する。
- 5月22日、デビュー35周年を記念するフルアルバム『インビテーション』をユニバーサルミュージックよりリリースする。
- 5月24日、デビュー35周年を迎える。
- 5月26日、デビューイベントとして14年連続となる渋谷プレジャープレジャー公演は、約30年ぶりに佐々木真理の参加が実現し、トーラス時代の井上のバックバンド「POPBEAT」のメンバー、ギター江口正祥、ベース白船睦洋、ドラム山下政人、シンセ松原ひろし、ピアノ佐々木真理の5人が奇跡的に再集結した。また、井上との美しいハーモニーで定評のあるコーラス那須野綾も加わり、全23曲[注 128]がバンド編成により3時間以上に渡り華やかに開催[注 129]される。
- 7月21日、バースデーイベントとして11年連続となるオーケストラコンサートは、35周年記念の今年は誕生日当日となり、チェンバーオーケストラ15名[注 130]と共にTOKYO FMホールで開催[注 131]される。この模様は、9月7日に配信ライブとしてYoutubeで配信され好評を博す。
- 7月22日～28日、東貴博司会の音楽情報番組「うたなびMAX!!」にゲスト出演[注 132]。TOKYO MX等、全国12局にてオンエアされる。
- 7月27日、二子玉川「GEMINI Theater」で開催される長江健次還暦cafeに久宝留理子、桑田靖子らとゲスト出演（井上は10年連続）する。また、8月2日の町田「まほろ座 MACHIDA」公演にも伊藤銀次、久保田洋司らとゲスト出演し好評を博す。
- 11月3日、母校の八幡浜市立八代中学校文化祭[注 133]で、生徒とのコラボも含めたミニライブを開催する。
- 11月10日、ラゾーナ川崎プラザソルにて、7年連続（累計12回目）となるバラードなし、アップテンポ曲オンリーのバンドライブ「井上昌己コンサート～Joy Pop MUSIC 2024～」が有料配信との2本立てで開催される。
- 12月21-22日、名古屋「DOXY」、高田馬場「音楽室DX」にてクリスマスライブ[注 134]がバンド編成により開催され好評を博す。
- 12月31日、大晦日のカウントダウンイベントとして、高田馬場「音楽室DX」にて15年連続となる年越しライブが有料配信との2本立てで開催される。

2025年
- 1月11,13日、広島「Live Juke」、大阪「Live Bar D.Ⅲ」で、2025年最初の遠征ワンマンライブ[注 135]が行われる。
- 3月30日、高田馬場「音楽室DX」にて演者全員女性の女子会マンスリーライブ[注 136]が有料配信との2本立てで開催される。
- 5月25日、デビューイベントとして15年連続となる渋谷プレジャープレジャー公演は、バンマス江口正祥、大和田亮のツインギター、ベース服部源、ドラム山下政人、シンセ松原ひろし、コーラス那須野綾のバンド編成により3時間弱に渡り華やかに開催される。
- 5月25日、ライブDVD「井上昌己デビュー35周年記念コンサート」、アルバム「バナ・オレンジ・ベリー Re-Master」[注 137]をリリースする。
- 6月22日、高田馬場「音楽室DX」にてマンスリーライブが有料配信との2本立てで開催される。
- 7月20日、バースデーイベントとして12年連続となるオーケストラコンサートは、チェンバーオーケストラ15名[注 138]と共にTOKYO FMホールで開催[注 139]される。

## エピソード

### 小学生
- 小学2年生から作曲を始め、小学3年生のときに作った歌を友達の母親の前で歌うと、とても驚かれたことが強く記憶に残っている。自身の曲「Birth 21世紀」[注 140] にその様子が描かれている。
- 小学4～6年生のときは、ミニ・バスケットクラブと器楽合唱クラブに所属し、バスケ部ではキャンプテンを務める。学業も優秀で特に音楽と体育の成績が良く[7]、クラスソング発表会では作曲も担当し学級委員を務める。週一で八幡浜児童合唱団にも通い、パートは一番低いアルトを担当した。

### 中学生
- 中学校ではブラスバンド部に在籍し、パーカッションを担当してスネアドラムを叩いた。ブラスバンド部の練習が土日関係なく毎日あったことが印象に残っている。
- 中学3年生の文化祭では、友達とガールズ・バンドを組んでアコースティック・ピアノを演奏[注 141] した[8]。
- 高校野球にはスポーツの楽しさとか面白さが一番純粋な形で凝縮されていると述べており、好きな選手にファンレターを送ったりもした[7]。「YELL! -16番目の夏-」が自分が夢中になって見ていた高校野球番組の挿入歌に採用されたり、その縁で夏の大会の開会式に招待してもらったのは夢の様だったと述懐している。

### 高校生
- 県内有数の進学校、愛媛県立八幡浜高等学校に進学。ボート部[注 142] ではキャプテンを務め、練習はとてもきつかったが、どんなに疲れていても帰宅すると歌本[注 143]を開いてピアノの弾き語りを欠かさず行った[7]。
- 高校3年生の夏にボート部を引退すると、生徒会の主催するコンサートに出演するため夏休みに友達とガールズ・バンド[注 144] を組み、夏休み中のわずかな期間しか練習できなかったが無事にコンサートに出演した。

### 大学生（デビュー前）
- 日大の軽音楽サークルに所属してガールズ・バンドを組み、バンド練習のため良く横浜に行っていた。
- 「古書の町」は井上が通った日大文理学部のある下高井戸が舞台となっている。
- 友人と共に新宿の高層ビルの最上階にある会員制のレストランで3日間だけウェイトレスのアルバイトをしたことがある。

### 月
- 誕生日はアポロ11号で人類が史上初めて月面着陸した歴史的な日ということもあり、月に特別な想いを抱いている。
- 「月と話す」「月とクォーター」「月の或る夜」等、“月”という言葉が曲名に入っていたり歌詞に印象的に使われている曲がいくつかある。
- 1995年NHKホールで行われたFair Wayライブでは、「月と話す」でライブが始まり、最後アンコールの「月とクォーター」でライブが終了する。また、本ライブの映像作品では、「月と話す」の歌い出しでNHKホール上空の三日月から月をモチーフとしたライブ衣装の井上に画面がスイッチされるという演出が施されている。

### トリビア
- 「メリークリスマスをあげたい」のPVの中で、「ナックルフォア」、「コックス」というボート用語が出てくる。
- 「純心」のPV撮影は、1995年10月に生まれ故郷の八幡浜で行われ、地元の千丈川、八幡浜高校、八幡神社、ボート部艇庫、諏訪崎等を訪ねている。
- 2016年にリリースされたミニアルバム『MELODIES2』に「ROWING」という曲が収録されている。
- 1994年6月6日のオリコン週間アルバムランキングで『スウィート』『ビター』が8位、9位となり、トップ10にアルバムが2枚入ったことがある。なお、この2作品は山梨県小淵沢にあった音楽スタジオ「リトルバッハ」[注 145]にて録音およびジャケット撮影が行われた。
- シングル「Merry X'masをあげたい」のジャケットには、パーマの髪に黒いセーターを着た超レアな別バージョンがある。ハッピーエンドの「Merry X'masをあげたい」に対し、恋人との別れを描いた「Merry X'masをあげたい～Last for you」が存在する。この曲は女子からのファンレターがきっかけで「Merry X'masをあげたい」に切ない詞を載せてみようと考え実現した。
- シングル「恋が素敵な理由」のジャケットには、青(初回盤)と赤(通常盤)の2バージョンが存在する。初回盤に付属の応募はがきでプレゼントに応募して当選（抽選で3000名）するとスペシャルCD「SHOKO P TRACKS」[注 146]を手に入れることができた。また、「恋が素敵な理由」には歌詞にクリスマスのデートが描かれ、アレンジも異なるクリスマスバージョンが存在する。
- アルバム『MELODIES2』には、髪をアップにした写真をジャケットに使用し、歌詞を井上本人がすべて手書きした特装版というライブ会場や通販限定販売の別バージョンがある。
- 3rdアルバム『matiere』のタイトルチューン「matiere 21」は21世紀という意味ではなく、21歳の時の作品のため付けられた。また、「月とクォーター」は25歳の時の作品のため“クォーター”と付けられている。
- アルバム『スウィート』に収録されている「卒業」は17歳のときに作られた曲である。高3当時「儀式」という課題詞に作曲し、第15回全国高校生作曲コンクールで最優秀作品賞グランプリを受賞した曲に古賀勝哉[注 67]が新たに詞を書き下ろした作品である。「儀式」へのオマージュとして、「卒業」の歌詞の中に"儀式"というワードが残されている。また、「儀式」は約4000人の応募者があったトーラスレコード主催の第1回スーパーボーカリスト新人オーディションで5名による決勝大会で歌われた2曲のうちの1曲でもある。デビュー曲となる予定だったが、アマチュア時代の作品だからという理由で井上が強く反対してお蔵入りになったという逸話がある。
- アルバム『スウィート』に収録されている「月と話す」は、18歳のときにトーラスレコードオーディションのため作詞・作曲された作品に対して、アルバム収録に当たり井上本人が新たに詞を書き直した作品。自身で作詞・作曲した作品としては、現在レコーディングされた曲の中で一番若い時に作曲された作品となる。次に若い時の作品は、2作目のアルバムに収録された「瞳はファッシネイション」。
- デビューアルバムはコンペ形式で楽曲を採用することになっており、来生たかお、安部恭弘、財津和夫、杉真理など錚々たるミュージシャンの提供された曲に交じり自作曲4曲を含む全曲を井上が弾き語りして録音し、それを元に制作会議に臨むようにした。公平を期すため全曲とも作曲者は伏せられた中で審査が行われ、自作曲の中から「心に長そで」「風と話す日」の2曲が選ばれて古賀勝哉の作詞でそれぞれ「イヤリングのはずし方」「忘れてあげない」としてデビューアルバムに収録された。「心に長そで」「風と話す日」の弾き語り音源が、ベストアルバム『Welcome to my home』にボーナストラックとして1コーラスずつ収録されている。「忘れてあげない」は、上京してから初めて作った曲であると公言している。

## ディスコグラフィー

### タイアップ曲
| No. | タイアップ曲                 | 番組名 | 発売日         | 備考                                         |
| --- | ---------------------------- | --- | -------------- | -------------------------------------------- |
| 01  | 瞳                           | ABC系｢土曜だエブリバディ!｣エンディングテーマ | 1989年06月21日 | シングル                                     |
| 02  | YELL! -16番目の夏-           | ABC系｢熱闘甲子園｣挿入歌 | 1989年06月21日 | シングル                                     |
| 03  | ラ・ブートニア               | 花の万博EXPO'90イメージソング | 1990年01月24日 | シングル「魚座たちの渚」カップリング曲       |
| 04  | Tokyo夏休み                  | ANB｢いつか行く旅｣エンディングテーマ | 1990年09月05日 | シングル                                     |
| 05  | アナザーフェイス             | MBS系｢今宵はKANKURO｣エンディングテーマ | 1991年06月28日 | シングル                                     |
| 06  | 扉を開いて                   | CX｢五コマくん｣エンディングテーマ | 1991年06月28日 | シングル「アナザーフェイス」カップリング曲   |
| 07  | 僕がいるから大丈夫           | ABC TV朝日｢新・地球キャッチミー｣エンディングテーマ | 1992年03月25日 | シングル                                     |
| 08  | 彼女が泣いた夜               | TBS系｢森脇健児の夢屋珍宝堂｣挿入歌 | 1992年03月25日 | シングル「僕がいるから大丈夫」カップリング曲 |
| 09  | 恋が素敵な理由               | CASIO SUPER電子手帳Jr.CMソング | 1993年01月20日 | シングル                                     |
| 10  | 忘れてあげない-Next-         | CTV｢おはようテレワッサン｣エンディングテーマ | 1993年01月20日 | シングル「恋が素敵な理由」カップリング曲     |
| 11  | 恋はLiberty                  | 日本テレビ系列｢ぐるぐるナインティナイン｣初代エンディングテーマ FBCラジオ午後はとことんワイド『二木あつ子のきまぐれ気ままな金曜日』OP曲 トーラク「ジョリマダムの焼きプリン」CMソング | 1994年03月30日 | シングル                                     |
| 12  | 悪い人～もうひとつのBitter～ | 日本テレビ系｢どんまい!!SPORTS & WIDE｣エンディングテーマ | 1995年02月17日 | シングル                                     |
| 13  | 純心                         | テレビ朝日/ABC系アニメ｢怪盗セイント・テール｣初代エンディングテーマ | 1995年11月08日 | シングル                                     |
| 14  | 僕たちの片思い               | TBS系｢噂の!東京マガジン｣エンディングテーマ | 1996年02月28日 | シングル                                     |
| 15  | Know One Knows               | 駿台予備学校CMソング | 1996年03月13日 | シングル                                     |
| 16  | Up Side Down ～永遠の環～    | テレビ朝日/ABC系TVアニメ｢怪盗セイント・テール｣2代目エンディングテーマ | 1996年05月20日 | シングル                                     |
| 17  | きみを愛することで           | 日本テレビ系｢THE･サンデー +30」エンディングテーマ | 1996年11月11日 | シングル                                     |
| 18  | あのひと                     | テレビ東京系Gパラダイス｢乙女のザンゲ｣エンディングテーマ ライオンBanSELECT CFソング                                                                                                  | 1998年04月22日 | シングル                                     |
| 19  | 願いにかえて                 | テレビ朝日系列｢ちい散歩｣エンディングテーマ | 2012年03月01日 | シングル                                     |
| 20  | ただ若すぎた季節のメロディー | テレビ東京系列｢釣り・ロマンを求めて｣エンディングテーマ | 2012年07月21日 | シングル                                     |
| 21  | えにし～春夏秋冬             | テレビ東京系列「海外行くならこーでね〜と!」エンディングテーマ | 2013年01月20日 | シングル                                     |
| 22  | 手のひらに勇気を             | テレビ朝日系列「若大将のゆうゆう散歩」エンディングテーマ | 2013年01月20日 | シングル「えにし～春夏秋冬」カップリング曲   |
| 23  | MY WAY OF LIFE               | 日本テレビ系列「ポシュレデパート深夜店」オープニングテーマ | 2014年06月25日 | アルバム「MELODIES1」収録曲                  |
| 24  | いじわるなDESTINY            | テレビ東京系列「主治医が見つかる診療所」エンディングテーマ | 2014年06月25日 | アルバム「MELODIES1」収録曲                  |
| 25  | つながりたい                 | テレビ朝日系列「若大将のゆうゆう散歩」エンディングテーマ | 2014年06月25日 | アルバム「MELODIES1」収録曲                  |
| 26  | ROWING                       | テレビ朝日系列「じゅん散歩」エンディングテーマ | 2016年05月24日 | アルバム「MELODIES2」収録曲                  |
| 27  | アウフタクトの恋             | カラオケJOYSOUND（2016年08月04日配信開始） | 2016年05月24日 | アルバム「MELODIES2」収録曲                  |
| 28  | 燃える雨                     | カラオケJOYSOUND（2016年08月04日配信開始） | 2016年05月24日 | アルバム「MELODIES2」収録曲                  |
| 29  | 心の中の小さな声             | YTSテレビ「天晴やまがた 六角旅」テーマ曲 | 2019年07月21日 | アルバム「After stories」収録曲              |
| 30  | 悲しみはふりきれる           | KFB福島放送「ヨジデス」エンディングテーマ | 2019年07月21日 | アルバム「After stories」収録曲              |
| 31  | After stories                | BS朝日「テイバン・タイムズ」エンディングテーマ | 2019年07月21日 | アルバム「After stories」収録曲              |
| 32  | いいんじゃない？             | BS-TBS「噂の!東京マガジン」7月度エンディングテーマ | 2024年07月07日 | アルバム「インビテーション」収録曲           |

### 他アーティストへの楽曲提供
| No. | 提供曲              | アーティスト             | 発売日         | 作詞       | 備考                                                                     |
| --- | ------------------- | ------------------------ | -------------- | ---------- | ------------------------------------------------------------------------ |
| 01  | 気に入らないよ      | 寺尾友美                 | 1992年12月01日 | 古賀勝哉   | アルバム 『ずっと逢いたかった』収録曲                                    |
| 02  | 消息                | 合谷羊生                 | 1995年02月21日 | 芹沢類     | アルバム『Breath You』収録曲                                             |
| 03  | ペルセフォネの孤独  | 桜樹るい子 (CV:篠原恵美) | 1998年08月26日 | 井上昌己   | 『金田一少年の事件簿オールスターズソングアルバム THE SCHOOL DAYS』収録曲 |
| 04  | 夢の近くにかかる虹  | 窪田友紀子               | 2018年11月01日 | 窪田友紀子 | 15周年記念ミニアルバム『SUNRISE』収録曲                                  |
| 05  | 奏-虹色ファンタジア | 飯島利奈                 | 2018年11月14日 | 飯島利奈   | 配信デビュー曲『約束の日／奏-虹色ファンタジア-』                         |
| 06  | OMOI de SKY         | 長江健次                 | 2019年01月18日 | 久保田洋司 | 『AUTO REVERSE 〜ORE no UTA2〜』収録曲                                   |
| 07  | らしさの向こう      | 長江健次                 | 未発表曲       | 久宝留理子 | 伊藤銀次編曲                                                             |

### 他楽曲制作
| No. | 提供曲               | 提供先                                                         | 初披露         | 備考                            |
| --- | -------------------- | -------------------------------------------------------------- | -------------- | ------------------------------- |
| 01  | 僕らのはまぽん       | 愛媛県八幡浜市ちゃんぽんPRキャラクター「はまぽん」テーマソング | 2015年02月11日 | フリー曲                        |
| 02  | マーマレードマジック | 2019世界マーマレード大会イメージソング                         | 2019年05月12日 | アルバム『After stories』収録曲 |
| 03  | ブラック商店街       | 愛媛県八幡浜市新町商店街テーマソング                           | 2022年01月30日 | 非売品CD にて提供               |
| 04  | 赤い嘘のプロパガンダ | タイトルから曲を作る企画 第一回 お題「湿度７０％」提供曲       | 2024年03月31日 | 編曲：松ヶ下宏之                |

### コラボ
| No. | 曲名                              | アーティスト             | 発売日         | 備考                                     |
| --- | --------------------------------- | ------------------------ | -------------- | ---------------------------------------- |
| 01  | 川面がキラキラ                    | 井上昌己                 | 1990年8月      | NHK「みんなのうた」1990年8月・9月度楽曲  |
| 02  | 聖夜が来るかぎり                  | 芦沢和則 feat.井上昌己   | 1995年06月16日 | アルバム『フレグランス』収録曲           |
| 03  | おしえてさかなクン ～冬のお魚編～ | さかなクン feat.井上昌己 | 2002年11月20日 | マキシ『さかなクンお絵かきマンボ』収録曲 |

## 出演

### ラジオ
| No. | 番組名                                                                    | 放送局                                            | 放送時期                | 曜日・時間              |
| --- | ------------------------------------------------------------------------- | ------------------------------------------------- | ----------------------- | ----------------------- |
| 01  | 太陽石油 presents 井上昌己の彼女の島                                      | FM愛媛                                            | 1989年                  | 毎週土曜日11:00 - 12:00 |
| 02  | 雄大・昌己のCAMCOM MUSIC                                                  | STVラジオなど地方AMラジオ局                       | 1990年                  | ?                       |
| 03  | FMリクエスト・アワー                                                      | NHK-FM                                            | 1991年4月 - 1993年3月   | 毎週土曜日15:00 - 18:00 |
| 04  | ミュージック・パルス・オン・東京ベイ                                      | bayfm                                             | 1994年4月 - 1995年      | 毎週金曜日25:00 - 26:00 |
| 05  | 井上昌己の恋愛自由自在                                                    | TOKYO-FM                                          | 1994年                  | 毎週土曜日26:30 - 27:00 |
| 06  | GiRLPOP '95                                                               | bayfm                                             | 1995年                  | 毎週土曜日20:00 - 21:00 |
| 07  | GiRLPOP '96                                                               | bayfm                                             | 1996年                  | 毎週土曜日20:00 - 21:00 |
| 08  | GiRLPOP '97                                                               | bayfm                                             | 1997年                  | 毎週土曜日21:00 - 22:00 |
| 09  | HOT WAVE ～ 井上昌己のフリースタイル ～                                   | InterFM                                           | 2006年7月 - 9月         | 毎週木曜日25:50 - 26:00 |
| 10  | 井上昌己のマイ・フェア・レディオ                                          | FM愛媛                                            | 2006年11月 - 2008年3月  | 毎週日曜日20:00 - 20:30 |
| 11  | Shoko・CherryのKiss Away!                                                 | Kiss-FM KOBE                                      | 2008年10月 - 2009年10月 | 毎週土曜日24:30 - 25:00 |
| 12  | スーパー・ステーション！井上昌己のprecious moment                         | MUSIC BIRD（全国コミュニティFM 番組配信サービス） | 2009年1月 - 放送中      | 毎週土曜日18:30 - 18:55 |
| 13  | 鼻毛の森のラジパラ？ 「～井上昌己のキレイな時間～B.G.LAKE」コーナーを担当 | 北陸放送                                          | 2011年4月 - 12月        | 毎週土曜日13:00 - 15:00 |
| 14  | Love my town そうだんべぇ 「土曜日はワインと共に」コーナーを担当          | まえばしCITYエフエム                              | 2013年4月 - 2016年12月  | 毎週土曜日15:00 - 16:00 |
| 15  | Kei's BAR                                                                 | TOKYO-FM                                          | 2016年11月 - 12月       | 毎週月曜日25:30 - 25:55 |

### 地上波テレビ放送
- 「うたなびMAX!!」ﾊﾟｰｿﾅﾘﾃｨｰ　東貴博

2024年7月22日（月）～7月28日（日）

### インターネットテレビ放送
- 井上昌己の「急がばまわれ」 -（あっ!とおどろく放送局AKIBAスタジオ）
2009年4月2日 - 2012年12月20日[注 182]
- 昌己＆幹子[注 183]のあの頃を語ろう -（鳥越アズーリFM）
2022年4月29日

### ユーチューブ配信
- MUSIC BIRDのラジオ番組「スーパー・ステーション！～井上昌己のprecious moment」が、2021年7月7日より毎週水曜日、土曜日21時[注 184]にユーチューブのshokolandチャンネルで配信される。
2021年5月30日 - 2023年2月12日ラジオ放送分

## 書籍
- 『FACE TO FACE - 井上昌己プライベートストーリー』ソニー・マガジンズ、1991年03月05日、ISBN 978-4789706124
- 『愛の神様 恋の天使』ソニー・マガジンズ、1993年10月08日、ISBN 978-4789708388
- 『LIVE Photo2006-2007』LIVE写真集、2008年10月12日、インターネット限定販売

## 関連人物
- 杉真理
- 堀江淳
- 川上真樹
- 崎谷健次郎
- 長江健次
- 松ヶ下宏之
- 川久保秀一
- 長友仍世
- 松井五郎
- 芦沢和則
- Baby Boo
- 角松敏生
- 伊藤かずえ
- 野田幹子
- 峠恵子
- 穴井夕子
- 宇都美慶子
- かとうれいこ
- 石岡美紀
- 久宝留理子
- 鈴木結女
- 相馬裕子
- 森川美穂
- 加藤いづみ
- 大和姫呂未